# Kesselfrist
Die Kesselfrist nennt man die Frist, an der die amtliche Kesselprüfung von Druckbehältern abläuft. Dieser Ausdruck wird vor allem bei der Eisenbahn verwendet. Dort vor allem bei den Dampflokomotiven und Kesselwagen. Bei abgelaufener Kesselfrist darf dieser Druckbehälter nicht mehr in Betrieb genommen werden, da mit Ablauf der Kesselfrist zugleich die Betriebsbewilligung abgelaufen ist. Zum Erneuern muss der Druckbehälter von einer amtlich zugelassenen Prüfperson gemäß der Betriebssicherheitsverordnung und Herstellervorschrift vorgesehenen Prüfungen untersucht werden. Dies beinhaltet meistens auch eine Druckprüfung mit 1,5-fachem Nennfülldruck.

## Kesselfrist bei Dampflokomotiven
Da es sich beim Dampfkessel um einen Druckbehälter handelt, der zugleich noch starken Temperaturschwankungen unterliegt, ist neben der Kesselfrist zusätzlich noch eine betriebsstundenabhängige Kontrolle durchzuführen, ebenfalls ist der Kessel regelmäßig auszuwaschen. Ansonsten ist die Betriebssicherheit, trotz noch nicht abgelaufener Kesselfrist, nicht mehr gewährleistet und es kann zu einem Kesselzerknall kommen.

## Kesselfrist bei Kesselwagen
Kesselwagen, die Gefahrgut transportieren, müssen von einem amtlichen Druckbehälterprüfer abgenommen sein, diese Bewilligung wird meistens für 4 Jahre ausgestellt, und ist rechts am Kessel mit dem Datum (MM.JJ) in einem Rechteck angeschrieben. Ist dieses Datum überschritten, darf der Wagen nicht mehr mit Gefahrgut beladen verkehren.